# شهرستان بییانگ
شهرستان بییانگ (به لاتین: Biyang County) یک منطقهٔ مسکونی در چین است که در ژومادیان واقع شده‌است.